# Heteragrion erythrogastrum
Heteragrion erythrogastrum är en trollsländeart som beskrevs av Selys 1886. Heteragrion erythrogastrum ingår i släktet Heteragrion och familjen Megapodagrionidae. IUCN kategoriserar arten globalt som livskraftig. Inga underarter finns listade i Catalogue of Life.